# یوهان هاینریش فریدریش لینک

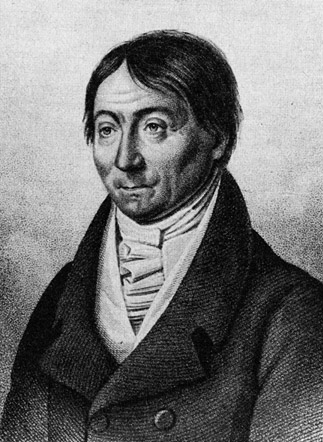
هاینریش فریدریش لینک

یوهان هاینریش فریدریش لینک (به آلمانی: Johann Heinrich Friedrich Link) طبیعت‌شناس و گیاه‌شناس آلمانی بود.